# The Rolling Girls
《The Rolling Girls》（日语：ローリング☆ガールズ），是日本動畫公司WIT STUDIO製作的首部原創電視動畫，於2015年1月播出，中文翻譯「旋轉少女」。
2014年10月開始，在Mag Garden旗下雜誌《月刊Comic Garden》與網絡雜誌《月刊Comic Blade》上連載改編漫畫。

## 故事簡介
日本发生“大东京大战” (Great Tokyo War)结束十年以后，大多数的政治人物与经济大亨神秘消失。因此，日本的每一個都道府縣都分別獨立，成為独立城邦。各地都由能力者（Mosa或MOZA）組成的「自警團」率領著，互相竞争。“大东京大战” 中战斗的治安会能力者们都被聘请为 “首领” ，而支持及维护各自县和平的人物，都被称为“跟随者”（MOBU，等同英文的Mobs）。
為了守護所澤，一次與東村山自警團總長玖仁子在遊樂園的大戰，使首领真茶未受到重伤，身上受贈的心形寶石也被大統領「收回」。身为真茶未總角之交的望未眼見於此，决定代替真茶未履行先前與日本各地委託者的承諾，骑摩托车环游日本；作為「代理平和請負人」、背負起守護和平的宿命，同時與其他結伴而行的女孩一起成长。

## 登場角色

### 主要角色
森友望未（聲：小澤亞李（日本），Felecia Angelle（美国））
所澤的烤丸子店「森友」的獨生女。
喜歡的食物是蜜瓜包，自小將真茶未當作親姐姐看待。之後更因為仰慕真茶未而成為所澤自警團「日吉町Propellers」的研修生。
憧憬所澤的和平使者「抹茶綠」。直到暴露前一刻才得知真實身分為真茶未，對此十分震驚。後向真茶未表明不會冒險介入能力者之間的戰鬥，也不希望真茶未單方面保護自己。
具真茶未所言十分逞強。小時候不知道真茶未假裝溺水，下水搶救反倒換成自己溺水。在被搶救時獲得月光石，之後將其送給真茶未。
真茶未住院後，决定代替真茶未履行先前與日本各地委託者的承諾，作為「代理平和請負人」骑摩托车环游日本。
雖然委託是以月光時為酬勞，但因為各種因素遲遲沒有得到月光石。
在廣島篇顯現其「愛好和平、反對暴力」的性格，即使被甩開也嘗試拉住阻止暴怒的輝夜向石作志麻報復。
結尾顯示回到旅行前的生活，不同的是結季奈與縫衣會來作客。
小坂結季奈（聲：日高里菜（日本），Monica Rial（美国））
一直在旅行的少女。個性怕生，並常使用敬語。
雖然喜歡旅行卻是個路癡，花了三天才從對面櫸木台過馬路到「日吉町Propellers」本部。自己的機車則是跟哥哥借來的。
在陰錯陽差之下也成為「日吉町Propellers」的研修生。
之後選擇與望未一起旅行。
以前曾接受鈴本家的招待。
結局透露當初是為了還真茶未的100元才來到自警團本部，卻花了三天且連自己模樣也改變了。
結尾顯示留回長髮，並把四人的故事以自己的畫風投稿給出版社，堅持了自己的夢想。
響逢衣（聲：種田梨沙（日本），Jad Saxton（美國））
來自東村山的熱血少女，東村山自警團「北多摩Dangers」的團員。聽到真茶未與望未的相互告白一時激動想揍望未，卻粗心揍到旁邊的鱷。
後被「北多摩Dangers」開除，而與望未一起旅行。由於沒有駕照，所以坐在望未機車的邊車中，也成為唯一一個沒騎機車的人。
渴望變強。得知月光石可以激發人類潛能後，要求小真多餘的部份給自己。
據本人透露自己「能力」
御園千綾（聲：花守由美里（日本），Leah Clark（美国））
神秘的少女，有著虎牙，一開始帶著防毒面具（東京篇時扔棄掉防毒面具，之後皆以面目示人）。暱稱「小千」，但縫衣會稱「千仔」。
與其他三人初次認識，卻呼叫三人小時候的綽號：「望助」（望未）、「結季貝」（結季奈）、「鳴炭」（縫衣）。
趁真茶未在本部時偷偷將委託信塞入邊車，變成望未第一個處理的委託。
為了尋找月光石與望未一起旅行，但經歷東京的事後放棄自己的月光石，並決定不再追求。
所澤國大統領御園遙的女兒，但並未向望未她們表明身分，卻透露自己的機車是跟籾山借來的。

### 所澤、東村山
宇德真茶未（聲：藤村步（日本），Colleen Clinkenbeard（美国））
家裡住在「森友」隔壁，茶屋「宇德園」的獨生女。與望未是總角之交，被她稱「小真」。從小也被望未視作姐姐崇拜。
內心也十分注重望未，希望能一直保護望未。即使身受重傷，得知望未出事仍會試圖救援。
自警團「日吉町Propellers」的團長，隱藏身分為和平使者「抹茶綠」。
小時候假裝溺水，不知情的望未下水搶救反倒真的溺水。在搶救後望未將獲得的月光石送給自己，對方卻不知道此舉使自己成為能力者。
不希望望未發現「抹茶綠」的真面目而幻滅，甚至為了自已而涉險。所以即使極度不適，作為「抹茶綠」在望未面前仍硬撐穿戰鬥服作戰。最後在遊樂園大戰時戰鬥服裂解而完全暴露，只好向望未互相表明心意。
與玖仁子大戰後雙雙送進醫院，證實受到重傷，兩個月內無法康復，因此團長職位與月光石一同被所澤大統領御園遙剝奪。
康復後鼓勵失去月光時而失魂落魄的玖仁子，並前往總統府質問遙。第10集得知真相後，與玖仁子帶上剛發現的第八個章魚壺前往廣島贖回音無。
執行玖仁子（聲：大浦冬華（日本），Jamie Marchi（美国））
被聘為東村山自警團「北多摩Dangers」總長的女性。與所澤的和平使者「抹茶綠」是多年死敵。渴望揭開對方假面，甚至將戰鬥服占為己有。
從小憧憬雜誌上的英雄，經過不斷刻苦鍛鍊；當發現兒時英雄只是假象時，發誓由自己守護大家而獲得月光石變成能力者，並成為眾人心目中的英雄。
在東京大決戰初期抵擋被視為侵略者的外來自警團；卻墮落成嗜血的暴力機器。在遊樂園大戰時一度回想起過去而陷入自我矛盾，卻奇蹟似的迅速恢復精神，表示「這種芝麻小事就算了」。
在東京大決戰時就已經跟真茶未交手過，並透過參謀音無得知「抹茶綠」的真實身分，最後在遊樂園大戰時確認。
因為月光石被偷走，即使康復仍失魂落魄。在真茶未鼓勵下振作起來，並前往總統府質問遙。第10集得知真相後，與真茶未帶上剛發現的第八個章魚壺前往廣島贖回音無。
第12集為了保護音無踢向機器人，在沒有月光石之下卻成功發動能力；之後為了確認此事與同樣沒有月光石的真茶未互毆數回，兩者皆成功發動能力。
御園遙（聲：大原沙耶香）
所澤國大統領。小千的母親
利用月光石做秘密實驗，並命令籾山收集月光石，並打聽小千的下落。
對小千呵護萬分，卻使小千萌生獨立的想法。
真實身分為415年跟隨博士一起來地球的外星人助手。當初太空船發生事故時選擇將博士塞入唯一救生艙排出，自己則隨太空船一起殞落至地球，幸運活了下來，卻發現船上多一名還是幼體的外星同伴，即小千。之後在籾山幫助下當上所澤大總統，此後一切行動皆為了讓小千回到母星。
第12集也跟著出現在廣島，遇到小千一反常態同意小千行動。之後見證最後的大戰。
據結局片尾暗示與籾山產生情愫，以及當初與小千一起被籾山拯救之事。
籾山藏之介（聲：關智一）
遙的秘書，體型肥胖的男子。
受遙命令收集月光時，並打聽小千的下落。
事實上是具有多重傳奇身分的人物。東京篇後以人力車夫作為偽裝，其人力車也被改裝具有特異功能；京都篇則是暗示其為經典樂團「鬢鎚」的主唱「鬢藏」，藝名可能是取姓名「籾」「藏」二字諧音額成。
內心其實支持小千的行動，所以當初才會出借機車；遙要求匯報行蹤也試圖隱瞞。
在廣島潛入基地失敗而被關，剛好在音無與結季奈隔壁。之後用特殊工具逃獄，並成功阻止大伴（博士）奪回神轎。
戰後協助修復太空船，並同時向遙解釋有關博士來到地球之後的動向。結尾暗示與遙產生情愫，以及當初給予潦倒的遙與小千援助之事。
森友日向代（聲：增田雪）
望未的母親。
森友友守（聲：東地宏樹）
望未的父親。
音無由香里（聲：古木望）
北多摩Dangers的作戰參謀。對玖仁子抱持崇拜之情。
知道玖仁子的過去。為避免玖仁子陷入自我矛盾，一直阻撓玖仁子回憶過去。
親眼見到廣島「石作Stones」團眾入侵所澤總統府，被發現後謊稱自己是總統女兒，反倒被綁架作為對所澤談判的籌碼。在監獄時曾請求路過結季奈解救，結果對方反而被一起關進來。後來在籾山幫助之下逃出，並試圖將神轎抬出基地。

### 東京
羽原亞紀（聲：金井美香）
「雙塔騎士團」團長，身材嬌小。
其實對團長職位早已失去熱忱。為了傳說的人力車之模型甚至同意變賣月光石。
最後將團長職務託付給鈴木。
鈴本典子（聲：真堂圭）
「雙塔騎士團」團眾。
趁不注意帶領望未一行人逃離城堡，來到自己家機車行。
其實「炸彈狂」是其捏造出來的人物，希望藉由危險使團長留任。
鈴本文（聲：水谷優子）
典子的母親，機車行老闆娘。
喜歡給機車上新塗裝，望未的機車塗裝差點被塗改。
芥火龍之介
暫住在鈴本家的小說家。
實際上為東京超大動漫基地Always Comima創始人，受到東京國民的敬重。但自己作品反而不受青睞。
堅持手寫原稿，鈴木家的母親據此特性懷疑是火藥炸彈魔與偷走寶石的人。

### 舊愛知、舊三重
魚虎姬子（聲：五十嵐裕美）
守的女兒。「抹茶綠」在愛知的委託人
機車騎士與手工藝小販。流浪時曾經過所澤，幫當時還小的望未將月光石雕刻成心型。
魚虎守（聲：辻親八）
姬子的父親。金
丹迪（聲：大塚明夫）
咖啡廳老闆。舊愛知自警團「愛知天結」團長。
鈴鹿友龜（聲：細谷佳正）
舊三重國家自警團「三重Motors」的團長。
個性不愛爭吵，並希望三重與愛知能夠和平共處。
真正委託「抹茶綠」的人。
阿漕（聲：浜添伸也）
舊三重國家自警團「三重Motors」的副團長。每次皆是以騎機車方式登場，發言時會催油門。
個性火爆，希望藉由機車賽解決與舊愛知長久的命名問題。
但又陰險狡詐，騙取友龜同意與丹迪比賽，卻綑綁友龜對外宣稱代團長出賽。在摩托車賽用改裝機車內藏武器攻擊丹迪與後來趕上的友龜
最後被騎單車的友龜後來居上，再度對他發射飛彈，反倒助騎往上飛並炸掉木板坡，讓自己跌落名古屋城前的森林中。

### 京都
一條美沙（聲：中原麻衣）
擔任京都自警團「鴨川Rockers」團長的年輕女子，平時與演奏時的裝扮差異很大。與「舞妓DosuDoSU」團長豆千袋發生不少衝突。
開演唱會時突然被酒吞一派控制，後將她安上帶有螺旋槳的木箱，並啟動裝置強行帶回大江山。
豆千代的回憶證明與豆千代是年少時玩伴。與豆千代演奏時得到的月光石也被分半裝飾，當作友宜的象徵。曾約定一起站上舞台。但最後卻只有自己站上舞台，甚至對豆千代裝不認識，冷漠以對。
真相是與豆千代約定當天被豆千代母親勸阻，以至於決定不讓豆千代一起演奏，自己一人走完音樂路。內心一直希望與豆千代和好，卻也不知道該如何表達。
最後與特地前來和好的豆千代一起演唱完歌曲而落幕。
豆千代（聲：早見沙織）
擔任京都國家自警團「舞妓DosuDoSU」第19代團長的藝妓年輕女子，與「鴨川Rockers」團長美沙發生不少衝突。
與酒吞私下協議報復美沙，但看到美沙被強行帶走，開始懷疑酒吞的意圖。
之後回憶證明兩人是年少時好友。曾經對藝妓這條道路一度感到迷茫。與美沙相遇使自己一度改以吉他搖滾為志向。與美沙演奏時得到的月光石也被分半裝飾，當作友誼的象徵。
後母親出手干預，使美沙沒有邀其登上舞台，還被對方裝不認識。之後只有衝突沒有善意互動。
在偷走美沙的手環後，將手環與自己的撥子投入川中，此舉正好被望未一行人撞見。由於兩物皆有月光石使四人不停尋找，最後由豆千代母親出手才找到。
在母親解釋當年真相並點醒自己後，與望未一行人趕往演唱會。最後與美沙一起演唱完歌曲而落幕。
酒吞童子（聲：小西克幸）
擔任京都幫派「酒呑一族」頭目的青年。喜歡熱鬧的事物。演唱會當天帶手下破壞演唱會並控制美沙行動，後將她安上帶有螺旋槳的木箱，並啟動裝置強行帶回大江山。
原本與廣島方面有紛爭。最近卻突然回歸京都鬧事。後證明是與豆千代私下協議，協助對方報復美沙，但事實上卻別有用心。私下請非法工匠把佛像改造成飛彈，用來大鬧之後的演唱會。
內心愛慕豆千代。當自己的計畫被豆千代嘲笑時，感到十分的惱火。
佛像飛彈被縫衣誤觸發射後趕往演唱會。在特大型佛像飛彈落地前一刻將其擊爆，讓演唱會順利落幕。
一直回收在京都被視為「忌石」的月光石，目的不明。廣島篇暗示與廣島方面協定有關。
小半、阿麻
經典樂團「鬢鎚」的兩位成員，與主唱「鬢藏」構成鐵三角。

### 廣島、岡山
名余竹輝夜（聲：伊藤靜）
在什錦燒村與車持共同經營大阪燒店「名余竹Bamboo」的女店員。
事實上是名余竹一家本家的繼承人，廣島原自警團「名余竹Moon Light」的團長。
平時性情溫和。在目睹車持被圍毆倒地的場面後暴怒，瘋狂攻擊石作志麻。望未抱臂阻止，在盛怒之下竟直接將她甩出去。後實力不敵加上望未不斷阻止而失敗，只能眼睜睜看許可書被搶走。
要去復仇時從「岡山Demons」前團眾吉備野口中得知密約之事，決定先前往岡山確認，以讓「討伐不義分家」名義成立。之後與眾人回到廣島，與石作志麻決一死戰。
車持不比等（聲：西村知道）
「名余竹Bamboo」的店長。事實上是廣島原自警團「名余竹Moon Light」的團眾。
一直守護著當年國主發的許可證，以防被「石作Stones」的人搶走。之後也為了堅持許可證與闖進店裡的「石作Stones」發生衝突，被對方團眾圍毆倒地。
知道與岡山密約之事，卻選擇不告訴輝夜，以防其以此討伐身為分家的石作志麻而鬧出不幸。
石作志麻（聲：勝生真沙子）
擔任廣島什錦燒村自警團「石作Stones」團長的女性。左眼戴著眼罩，個性惡劣，特別鄙視義理人情。
實際上與名余竹家有血親關係，舊時乃名余竹家分家，透過鬥倒本家取得現在的地位。
透過脅迫岡山的密約，不斷取得大量金錢，使自警團「石作Stones」發展到已有一統日本列島之勢。
大伴貴將（聲：大川透）
廣島自警團「石作Stones」的副團長。
率團眾潛進所澤總統府，搶走太空船遺骸以及八罐章魚壺中的七罐，並順便綁架自稱是「總統女兒」的音無。
真實身分是被遙強制排除逃生的「博士」。但因為失憶而忘記自己的身分與使命。
藤原春（聲：田中敦子）
岡山傳說的女劍豪。
藤原桃（聲：上田麗奈）
春的女兒。
瞞著母親加入新成立的自警團「美作Peach」，誓言打倒「惡鬼」九鬼溫羅。
實際上是春的養女，親生母親即九鬼溫羅。
九鬼溫羅（聲：橫山智佐）
岡山自警團「岡山Demons」團長。岡山的實際控制者，由於急斂暴征，被當地人稱作「惡鬼」。外表走「哥德蘿莉」風，十分注重保養。
原本是岡山抵禦廣島自警團「石作Stones」侵略的猛者，後來卻透過自警團對岡山國民急斂暴征，已經到天怒人怨之地步。真相是無法抵擋廣島「石作Stones」勢力而被迫簽下密約：岡山強徵的稅金通通轉給對方。
藤原桃的親生母親。但沒有及時認出而將前來挑戰的小桃打的遍體麟傷，最後是與藤原春打鬥時，從對方口中得知。
徴稅人（聲：下山吉光）

## 用語
雙塔宣言
在東京大決戰之後各國所共同發表的宣言，核心為「發生衝突時，必須在雙方自警團團長同意下決鬥解決」。
自警團
通常自警團名會先冠上所屬國名，但一國也可以存在兩個以上的自警團，管理不同部分。在作品登場的自警團如下：
- 所澤、東村山：「日吉町Propellers」（所澤、另譯「日吉町推進部」）、「北多摩Dangers」（東村山）
- 東京：「雙塔騎士團」
- 舊愛知三重：「愛知天結」、「三重Motors」
- 京都：「鴨川Rockers」、「舞妓DosuDoSU」
- 廣島：「名余竹Moon Light」、「石作Stones」
- 岡山：「岡山Demons」、「美作Peach」

團長
自警團團長，作品中皆由猛者擔任。團長一職空缺時也可以外聘總長，故事一開始的執行玖仁子即東村山「北多摩Dangers」。
國主
各國的領導人，在各國有不同頭銜，委託自警團維持治安。如在所澤頭銜為「大總統」大統領，所澤大總統御園遙也是唯一登場的國主。
月光石
從天空不定時降下的粉紅色寶石。据说穿戴月光石的人具有无限力量，一般由各区首领穿戴在头颈部战斗以保护自己。但也因此，造成人员受伤和物质破坏。但在第5集據「愛知天結」團長丹迪表示自己沒有月光石，暗示月光石與猛者力量沒有絕對關聯；後在第11集縫衣即使獲得月光石並沒有如期激發潛能，反而是靠自己將能力提升至第2級；第12集玖仁子為了保護音無踢向機器人，在沒有月光石之下卻成功發動能力；之後為了確認此事玖仁子與同樣沒有月光石的真茶未互毆數回，兩者皆成功發動能力。
第二集顯示所澤大總統御園遙利用月光石作某種實驗；後遙表明月光石是讓太空船的動力來源，並須收集足夠才能讓小千回家。
最後證明月光石是受到人們的熱情所吸引而降下；不是激發人們的能力與熱情完成夢想，而是追求夢想的象徵。
鬢鎚
樂團「鬢角鐵鎚」的簡稱，為過去風行日本的搖滾經典樂團，特色是突出的鬢角。主唱「鬢藏」離開後解散。另外兩位成員「小半」和「阿麻」在京都開唱片公司，偶爾會支援美沙的演唱會。
傳聞解散原因是因為「鬢藏」擅自將鬢角修成十字鎬型，引起其他兩位成員的不滿，發生理念歧異；事實上是出道前鬢藏開除資質較差的其他成員，使剩下二人內心產生不滿，最後引爆而解散。
工匠
專門打造機關銷售各國的職業集團，同時也是氏族。後來分裂出以違法聞名的惡工匠，後者在各國暗地受託打造非法機關武器。
但因為廣島的自警團「石作Stones」搶走工匠始祖神轎，使工匠本家與惡工匠聯合向廣島發動奇襲。最後顯示神轎所藏為當初博士逃出的救生艙，並證實博士即「工匠」組織創建者。

## 製作
由製作過電視動畫《進擊的巨人》和《鬼燈的冷徹》的WIT STUDIO擔任動畫製作，導演由曾負責《銀之匙》第二期的出合小都美擔任，劇本統籌則是由《戰國BASARA》的武藤泰之負責，曾參與《TARI TARI》製作的tanu擔任角色原案，而北田勝彥則擔任角色設定及總作畫導演，這是北田繼2013年的《HAL》（ハル）角色設定及總作畫導演後又一次參與WIT STUDIO製作的動畫。

## 主題曲
除了STONES外，各曲目皆為The Blue Hearts的翻唱歌曲，由THE ROLLING GIRLS（小澤亞李、日高里菜、種田梨沙、花守由美里）演唱。
片頭曲（第2話－第11話）
作詞、作曲：甲本ヒロト，編曲：堤博明，主唱：THE ROLLING GIRLS
第1話使用在片尾曲。The Blue Hearts出道前的成名曲。
片尾曲
（第2話、第3話、第5話－第7話、第9話－第12話）
作詞、作曲：甲本ヒロト，編曲：堤博明，主唱：THE ROLLING GIRLS
第1話未使用。
（第4話）
作詞、作曲：真島昌利，編曲：堤博明，主唱：THE ROLLING GIRLS（小澤亞李、日高里菜）
插入曲
（第1話）
作詞、作曲：真島昌利，編曲：堤博明，主唱：THE ROLLING GIRLS
（第2話）
作詞、作曲：真島昌利，編曲：堤博明，主唱：THE ROLLING GIRLS
（第5話）
作詞、作曲：甲本ヒロト，編曲：堤博明，主唱：THE ROLLING GIRLS
（第6話）
作詞、作曲：真島昌利，編曲：堤博明，主唱：THE ROLLING GIRLS
（第6話、第9話）
作曲：甲本ヒロト，編曲：堤博明
「STONES」（第8話）
作詞：關谷謙太郎，作曲：橫山克、堤博明，編曲：堤博明，主唱：久保田薰
（第10話）
作曲：甲本ヒロト，編曲：堤博明
（第11話）
作詞、作曲：甲本ヒロト，編曲：堤博明，主唱：THE ROLLING GIRLS
（第11話、第12話）
作曲：真島昌利，編曲：堤博明
（第12話）
作曲：真島昌利，編曲：堤博明，主唱：THE ROLLING GIRLS（小澤亞李、日高里菜、種田梨沙、花守由美里）

## 各話列表
各話標題皆為The Blue Hearts的歌曲或專輯名稱。
| 話數   | 日文標題   | 標題             | 劇本     | 分鏡               | 演出                | 作畫監督                                                              |
| ------ | ---------- | ---------------- | -------- | ------------------ | ------------------- | --------------------------------------------------------------------- |
| 第1話  |            | King of Rookie   | 武藤泰之 | 出合小都美         | 曾我準              | 佐藤誠之、田中春香 今井有文（動作）                                   |
| 第2話  |            | 世界的中央       | 武藤泰之 | 出合小都美         | 川畑喬 青柳宏宜     | 、篠田知宏 清水洋、山村俊了 ANIHOUSE SUN、佐藤誠之 田中春香、丸山修二 |
| 第3話  |            | 英雄憧憬         | 武藤泰之 | 田中耕太郎         | 佐佐木勅嘉          | 輿石曉、村上直紀 西尾智惠、飯飼一幸 Kan Sinu、Kim Jung eun            |
| 第4話  | 夢         | 夢               | 武藤泰之 | 長沼範裕           | 金森陽子            | 田中春香、山村俊了 松岡謙治、 小澤久美子、志賀道憲                    |
| 第5話  |            | 期待落空的人     | 武藤泰之 | 池畠博             | 池畠博              | 本村晃一、伊藤海子 岡本達明                                           |
| 第6話  |            | 電光石火         | 武藤泰之 | 村田俊治 佐藤陽    | 若野哲也            | 長谷川早紀、佐藤誠之                                                  |
| 第7話  |            | 請給我星星       | 武藤泰之 | 橘正紀             | 青柳宏宜            | 磯野智                                                                |
| 第8話  |            | 雨過天青         | 武藤泰之 | 平川哲生 江原康之  | 淺見松雄 金森陽子   | 九高司郎、橫田匡史 小澤圓、 本村晃一                                  |
| 第9話  |            | 夜之盜賊團       | 武藤泰之 | 鏑木弘             | 佐佐木勅嘉          | 山村俊了、西尾智惠 飯飼一幸、輿石曉 白川茉莉、村上直樹                |
| 第10話 | NO NO NO   | NO NO NO         | 武藤泰之 | 平川哲生 柴山智隆  | 平向智子 清水久敏   | 門倉世央子、長谷川早紀 岡本達明、田中春香                             |
| 第11話 | 情熱の薔薇 | 熱情的玫瑰       | 武藤泰之 | 平川哲生           | 平川哲生            | 橫田匡史、 小澤圓、佐藤誠之 松岡謙治、本村晃一                        |
| 第12話 |            | 未來在我們的手中 | 武藤泰之 | 宮地☆昌幸 柳沼和良 | 出合小都美 金森陽子 | 斉藤拓也、山本真理子 長谷川早紀、田中春香 清水洋、佐藤誠之 橫田匡史   |

## 媒體

### 動畫
2015年1月10日起於每日放送、TOKYO MX、愛知電視台、BS11、TVQ九州放送、南日本放送等電視頻道播放電視動畫。網路播放有萬代頻道、NTT docomo Anime Store、Niconico生放送、Niconico頻道、GYAO!。
收錄2集電視動畫的第1卷Blu-ray和DVD於2015年3月18日發售。

### 漫畫
由梵辛作畫的漫畫於2014年10月4日開始連載於《Mag Garden》旗下雜誌《月刊Comic Garden》，也在《月刊Comic Blade》配信。由羊箱作畫的四格漫畫於2014年10月開始連載於《Mag Garden》旗下雜誌《月刊Comic Garden》。

## 外部連結
- 官方网站 （日語）
- The Rolling Girls（動畫）在動畫新聞網百科全書中的資料（英文） （英文）